# Лешкас-Асламаси
Лешка́с-Аслама́си (рос. Лешкас-Асламасы, чув. Лешкас Асламас) — присілок у Чувашії Російської Федерації, у складі Великочурашевського сільського поселення Ядринського району.
Населення — 175 осіб (2010; 207 в 2002, 325 в 1979, 414 в 1939, 418 в 1926, 328 в 1897, 270 в 1859). У національному розрізі у присілку мешкають чуваші та росіяни.

## Історія
Засновано у 19 столітті як околоток присілка Асламас (нині у складі Лешкас-Асламаси). До 1866 року селяни мали статус державних, займались землеробством, тваринництвом. На початку 20 століття діяло 4 вітряки. 1930 року створено колгосп «Комінтерн». У 1920-ті роки у присілку працювали різні майстерні, вироблялось взуття. До 1926 року присілок входив до складу Ядринської волості, до 1927 року — у складі Тораєвської волості Ядринського повіту. До 1939 року перебував у складі Ядринського району, у період 1939-1956 роки — у складі Совєтського району.

## Господарство
У присілку діє спортивний майданчик.